# Friedrich Christian Herwig
Friedrich Christian Herwig (* 12. Oktober 1797 in Frankfurt am Main; † 8. Oktober 1871 in Jugenheim (Seeheim-Jugenheim)) war ein Politiker der Freien Stadt Frankfurt.
Friedrich Christian Herwig war Posamentierer in Frankfurt am Main. Am 25. Oktober 1848 wurde er in die Constituierende Versammlung der Freien Stadt Frankfurt gewählt. Er gehörte dem Gesetzgebenden Körper in den Jahren 1834, 1840, 1849 und 1860 bis 1865 an. 1841 bis zum Ende der freien Stadt 1866 war er Mitglied der Ständigen Bürgerrepräsentation.

## Belege
1. ↑  Standesamt Frankfurt am Main: Sterberegister. Nr. 2080e/1871.

| Personendaten    | Personendaten                   |
| ---------------- | ------------------------------- |
| NAME             | Herwig, Friedrich Christian     |
| KURZBESCHREIBUNG | Politiker Freie Stadt Frankfurt |
| GEBURTSDATUM     | 12. Oktober 1797                |
| GEBURTSORT       | Frankfurt am Main               |
| STERBEDATUM      | 8. Oktober 1871                 |
| STERBEORT        | Frankfurt am Main               |